# Angelonia angustifolia
La boca de la vieja o Angelonia angustifolia es una especie de planta  perteneciente a la familia Plantaginaceae. 

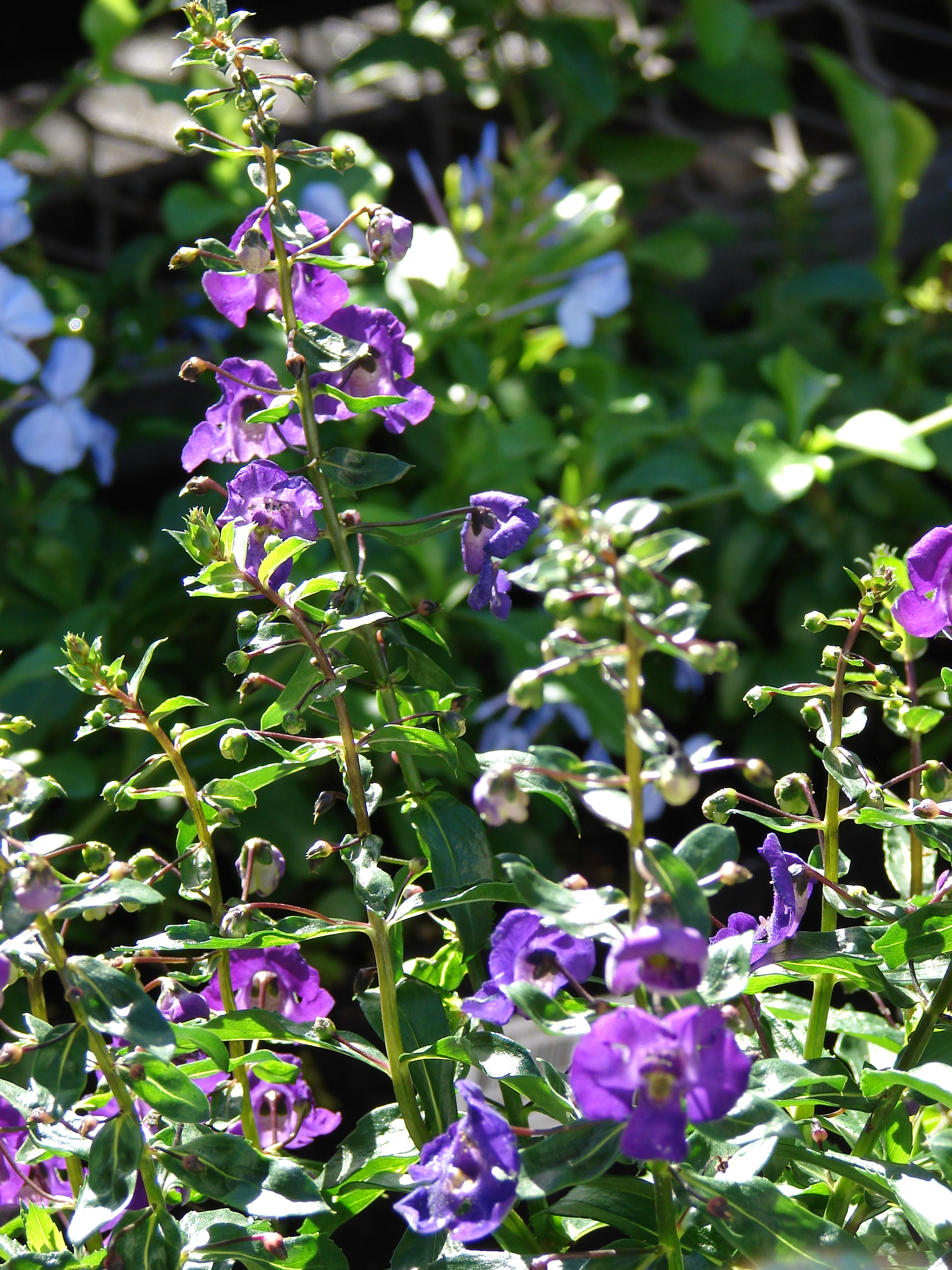
Planta en su hábitat

## Descripción
Son hierbas perennes, erectas; con los tallos que alcanzan un tamaño de 10–60 (–120) cm de alto, subglabros. Hojas lanceoladas a oblanceoladas, de 1.7–6.3 cm de largo y 3.5–10 mm de ancho, margen serrulado hacia el ápice, atenuadas en la base, subglabras. Flores solitarias o en racimos terminales, pedicelos 9–15 mm de largo; cáliz 2–4 mm de largo; corola 15–20 mm de ancho, azul o violeta, el tubo blanco, verde o amarillo, maculado con morado. Cápsula 4–8 mm de ancho.

## Distribución y hábitat
Especie poco frecuente, se encuentra en las sabanas, de la zona atlántica; a una altitud de 0–200 metros, desde el norte de México a Panamá.

## Propiedades
En Quintana Roo se administra como estimulante. Para el siglo XX, Maximino Martínez la reporta como estimulante. ayuda a Prevenir enfermedades cardíacas y mentales, como Alzheimer, etc.

## Taxonomía
Angelonia angustifolia fue descrita por George Bentham y publicado en Prodromus Systematis Naturalis Regni Vegetabilis 10: 254. 1846.